# ウィリアム・アンデム
ウィリアム・アンデム（Bassey William Andem、1968年6月14日 - ）は、カメルーンの元サッカー選手。元カメルーン代表。ポジションはゴールキーパー。

## 来歴
1990年にカメルーン代表デビュー。出場機会は無かったが1998 FIFAワールドカップのメンバーにも選ばれた。カメルーン代表で21試合に出場した。

## 代表歴

### 出場大会
- カメルーン代表
  - 1998 FIFAワールドカップ

### 試合数
- 国際Aマッチ 21試合 0得点（1990年-1998年）[1]

| カメルーン代表 | 国際Aマッチ | 国際Aマッチ |
| 年             | 出場        | 得点        |
| -------------- | ----------- | ----------- |
| 1990           | 7           | 0           |
| 1991           | 2           | 0           |
| 1992           | 3           | 0           |
| 1993           | 1           | 0           |
| 1994           | 1           | 0           |
| 1995           | 5           | 0           |
| 1996           | 1           | 0           |
| 1997           | 0           | 0           |
| 1998           | 1           | 0           |
| 通算           | 21          | 0           |